# Dipoena tiro
Dipoena tiro là một loài nhện trong họ Theridiidae.
Loài này thuộc chi Dipoena. Dipoena tiro được Herbert Walter Levi miêu tả năm 1963.